# Immeuble Moreau
L'immeuble Moreau est un immeuble de rapport situé à l'intersection des boulevards Frans Dewandre et Joseph II à Charleroi en Belgique. Il a été conçu en 1939 par l'architecte Marcel Leborgne pour Charles Moreau. Le bâtiment flanque la maison Mattot et se trouve du côté opposé du boulevard par rapport à l'immeuble Henry, tous deux réalisés par le même architecte.

## Architecture
Ce bâtiment résume les principes architecturaux utilisés par l'architecte au cours des années précédentes. Le bâtiment est divisé en 9 niveaux et soutenu par une structure en béton armé. Le rez-de-chaussée est à usage commercial et les autres à usage résidentiel. Cette subdivision est facilement perceptible depuis la façade.
Dans les appartements, le noyau des escaliers et la zone d'entrée sont centraux et permettent de séparer la zone de jour de la zone de nuit.
L'opportunité du site, à l'angle des boulevards Frans Dewandre et Joseph II, permet de caractériser le bâtiment avec un angle courbe. En fait, cet élément vertical est souligné par le retrait des balcons. Un choix architectural également utilisé dans la façade vers le boulevard Dewandre pour réduire l'effet massif du volume. Une contribution qualitative qui se retrouve également dans le plan. Les balcons s'intègrent dans les espaces de jour avec un apport de lumière plus généreux,.